# Boisredon
Boisredon là một xã trong tỉnh Charente-Maritime tổng Mirambeau of the Charente-Maritime trong vùng Nouvelle-Aquitaine, tây nam nước Pháp. Xã Boisredon nằm ở khu vực có độ cao trung bình 33 mét trên mực nước biển.

## Lịch sử biến động dân số
| Năm  | Dân số | Mật độ | Phần trăm của tổng |
| ---- | ------ | ------ | ------------------ |
| 1962 | 598    | -      | -                  |
| 1968 | 685    | -      | -                  |
| 1975 | 644    | -      | -                  |
| 1982 | 656    | -      | -                  |
| 1990 | 603    | -      | -                  |
| 1999 | 600    | 27/km² | -                  |